# Edythea berberidis
Edythea berberidis är en svampart som först beskrevs av Lagerh. ex Arthur, och fick sitt nu gällande namn av H.S. Jacks. 1931. Edythea berberidis ingår i släktet Edythea, ordningen Pucciniales, klassen Pucciniomycetes, divisionen basidiesvampar och riket svampar.   Inga underarter finns listade i Catalogue of Life.